# Догиннди
Догиннди (фр. Doguinndi) или Догинди — деревня и супрефектура в Чаде, расположенная на территории региона Западный Логон. Входит в состав департамента Гвени.

## Географическое положение
Деревня находится в юго-западной части Чада, в верховьях реки Ха (бассейн реки Логон), на высоте 508 метров над уровнем моря.
Населённый пункт расположен на расстоянии приблизительно 365 километров к юго-юго-востоку (SSE) от столицы страны Нджамены.

## Население
По данным официальной переписи 2009 года численность населения Догиннди составляла 16 839 человек (8176 мужчин и 8663 женщины). Население супрефектуры по возрастному диапазону распределилось следующим образом: 49,9 % — жители младше 15 лет, 46,4 % — между 15 и 59 годами и 3,7 % — в возрасте 60 лет и старше.

## Транспорт
Ближайший аэропорт расположен в городе Мунду.